# Allel dominujący
Allel dominujący – allel ujawniający się w fenotypie organizmu diploidalnego zarówno w przypadku genotypu homozygotycznego (gdy obydwa chromosomy homologiczne zawierają dany allel), jak i w przypadku heterozygoty, w której jeden z chromosomów zawiera dany allel (wówczas allel obecny na drugim chromosomie nazywany jest allelem recesywnym).
Sytuację, w której jeden z alleli jest dominujący, a drugi recesywny, nazywa się dominacją zupełną. Całe heterozygotyczne pokolenie F1 przejawia wówczas cechę wyłącznie jednego z rodziców. Jej alternatywą jest ujawnianie się w heterozygocie cech związanych z obydwoma allelami, nazywane kodominacją, bądź też ujawnianie się cech pośrednich pomiędzy allelami, nazywane dominacją niezupełną.
Ten sam allel może być dominujący u mężczyzn, ale już recesywny u kobiet i vice versa.
Przyczyną, dla której allele są recesywne (a nie dominujące albo kodominujące) jest fakt, że kodują one uszkodzone białka albo nie kodują ich wcale.
Allele dominujące oznacza się dużymi literami, a recesywne małymi.